# Loi de Skye
 (mai 2025).
Pour les articles homonymes, voir Skye.
La loi de Skye est en réalité la Loi de modification des crimes (poursuites policières) de 2010 de la Nouvelle-Galles du Sud, en Australie, nommée d'après le nom de la petite Skye Sassine, âgée de 19 mois, tuée le 31 décembre 2009 dans la voiture de sa famille percutée par un conducteur qui fuyait la police. Le conducteur dans cette affaire a été reconnu coupable de son homicide involontaire, mais la loi de Skye fait de la fuite lors d'une poursuite policière une infraction spécifique en soi, passible de peines d’emprisonnement allant jusqu’à trois ans, ou jusqu’à cinq ans en cas de récidive.
La loi a également suscité des critiques concernant le rôle de la police dans la poursuite. Le coroner adjoint, le magistrat Paul MacMahon, a déclaré : « Les preuves montrent que l’agent principal [Troy] Skinner, en prenant d’abord une initiative d’intervention urgente puis en engageant la poursuite le 31 décembre 2009, l’a fait en totale méconnaissance des exigences qui lui étaient imposées par la [politique de conduite sécuritaire] ».
L’infraction est constituée si le conducteur est conscient de la poursuite, refuse de s’arrêter et conduit ensuite de manière imprudente ou dangereuse. La loi prend la forme d’un nouvel article 51B inséré dans le Crimes Act 1900 (en) par la loi de 2010.
La loi a été appliquée pour la première fois quelques semaines seulement après son adoption. Entre mai 2010 et mars 2012, 445 personnes ont été condamnées en vertu de la loi de Skye, dont 180 ont été incarcérées.
En 2012, l’Australie-Occidentale a également introduit une série d’infractions liées aux poursuites policières, passibles de peines de prison, dans le cadre de la loi Road Traffic (Miscellaneous Amendments) Act 2012,.